# Muhammad Bin Nasir (bokser)
Muhammad Bin Nasir, Mohamed Ben Naceur (arab. محمد بن ناصر, Muḥammad Bin Nāṣīr) – tunezyjski bokser, srebrny medalista Igrzysk Śródziemnomorskich 1997 w Bari.
W lipcu 1997 zdobył srebrny medal na Igrzyskach Śródziemnomorskich 1997, które rozgrywane były we włoskim mieście Bari. Finałowym rywalem Tunezyjczyka był Algierczyk Mohamed Allalou, który zwyciężył nieznacznie na punkty (6:4). W 1998 został wicemistrzem Afryki w kategorii lekkopółśredniej.